# Вила Реал (округ)
Округ Вила Реал (порт. Distrito de Vila Real) је један од 18 округа Португалије, смештен у њеном северном делу. Седиште округа је истоимени град Вила Реал, а други по величини и значају је град Шавес.

## Положај и границе округа
Округ Вила Реал се налази у северном делу Португалије и граничи се са:
- север: Шпанија (Галиција)
- исток: округ Браганца,
- запад: округ Брага,
- југозапад: округ Порто,
- југ: округ Визеу.

## Природни услови
Рељеф: Округ се налази у историјској области Трасос Монтес, који чини низ висоравни и долина надморске висине 600-800 метара. У датом простору издваја се неколико планина. На југу се налази планина Марао, а на северу Лароуко.
Клима: у округу Вила Реал је средоземна, с тим што на већим висинама добија оштрије црте.
Воде: Најважнија река у округу је Дуро, која је гранична на југу. Важна је и река Тамега, а остали водотоци су притоке датих река.

## Становништво
По подацима из 2001. године на подручју округа Вила Реал живи преко 220 хиљада становника, већином етничких Португалаца.
Густина насељености - Округ има густину насељености нешто преко 50 ст./км², што двоструко мање од државног просека (око 105 ст./км²). Јужни, нижи део округа уз град Вила Реал је гушће насељен, док је брдско-планинско подручје на северу слабо насељено.

## Подела на општине
Округ Вила Реал је подељен на 14 општина (concelhos), које се даље деле на 268 насеља (Freguesias).
Општине у округу су:
| - Алихо - Ботикас - Валпасос - Вила Пука де Агијар - Вила Реал | - Мешао Фрио - Мондим де Басто - Монталегре - Мурса - Пезо да Рага | - Рибеира де Пена - Саброза - Санта Марта де Пенагијао - Шавес |